# انهيارات الإكوادور الأرضية 2022
انهيارات الإكوادور الأرضية 2022 من 31 يناير إلى 1 فبراير 2022 هطلت الأمطار الغزيرة على الإكوادور مما تسبب في العديد من الانهيارات الأرضية والفيضانات والتدفقات الطينية. أدى انهيار أرضي في كيتو الإكوادور إلى مقتل 24 شخصًا وإصابة 47 آخرين وفقد تسعة، وانهيار تسعة منازل على الأقل. نتج عن أكبر هطول للأمطار في البلاد منذ ما يقرب من 20 عامًا، والذي سقط على العاصمة.